# Yasm
在计算机领域中，Yasm是英特尔x86架构下的一个汇编器和反汇编器。它可以用来编写16位、32位（IA-32）和64位（x86-64）的程序。Yasm是一个完全重写的Netwide汇编器（NASM）。Yasm通常可以与NASM互换使用，并支持x86和x86-64架构。其许可协议为修订过的BSD许可证。截至2011年它由Peter Johnson和Michael Urman开发。

## 与NASM的比较
优点：
- 它可以汇编英特尔（英语：Intel assembly）和AT&T（英语：AT&T assembly）的汇编语法；
- 对编译器开发者提供库和接口。

缺点：
- 和活跃开发的NASM相比，文档仍然不够完善；
- Yasm缺乏对可重定位目标模块格式（英语：Relocatable Object Module Format）（OMF）对象的支持。

## 另请参见
- 汇编器列表